# 松田和佳
松田 和佳（まつだ わか、1996年5月29日 - ）は、フリーアナウンサー。吉本興業所属。元静岡朝日テレビ所属のアナウンサー。

## 人物
東京都目黒区出身、松濤幼稚園を経て、慶應義塾幼稚舎、慶應義塾中等部、慶應義塾女子高等学校、慶應義塾大学商学部卒業。父は外資系金融マン。
幼稚舎の時の担任教師が「第105回全国高等学校野球選手権大会」で優勝した慶應高校野球部の森林貴彦監督で、6年間担任として教わった。
中学時代にテンカラットプリュームに所属し、中学1年の時には雑誌『ラブベリー』（徳間書店）専属モデル（ラブベリーナ）、中学2年では進研ゼミ2011夏の高校講座CMキャラクターを務め、中学3年には、『テストの花道』（NHK Eテレ）にレギュラーゲスト出演。（2012年4月2日放送分から）。
大学時代には、「きものクイーンコンテスト2016」でグランプリ受賞。
小学校3年生頃から馬術を始め、中学校時代は馬術部と乗馬クラブに並行して通い、大学でも馬術部に所属していた。
大学卒業後、2020年4月、静岡朝日テレビに入社。同期は中野結香。2022年10月に同社を退社。2023年6月より吉本興業に所属。
2023年8月8日の『踊る!さんま御殿!!』（日本テレビ）で、実家が「中目黒と代官山近い一軒家」で「買い物は父親のカード」であったことなどお嬢様の一面を披露した。
2023年8月25日の『めざまし8』（フジテレビ）内で慶應高校の野球部監督で107年ぶりに甲子園大会（「第105回全国高等学校野球選手権大会」）で優勝した森林監督に当時慶應幼稚舎の担任だった時に「自分の目で見て自分の頭で考えて自分の足で行動しなさい」という言葉をすごく覚えていると発言していた。

## 担当番組

### 静岡朝日テレビ時代
- とびっきり!しずおか：リポーター
- いろどりナビ
- アナRUN+
- となりのスターさん：リポーター
- BUZZニュース（2021年4月19日〜4月21日放送）：MC
- SATVニュース

### フリー転向後
- 踊る!さんま御殿!!（日本テレビ 2023年8月8日 女子アナ大会）[8]